# Arsenal Helsinki
Pour les articles homonymes, voir Arsenal (homonymie).
Le Union Helsinki est un club de handball situé à Helsinki en Finlande. 

## Palmarès masculin
- Championnat de Finlande (3) : 1960-1961, 1961-62, 1962-63.